# Мойшень
Мойшень, Мойшені (рум. Moișeni) — село у повіті Сату-Маре в Румунії. Входить до складу комуни Чертезе.
Село розташоване на відстані 437 км на північний захід від Бухареста, 46 км на схід від Сату-Маре, 128 км на північ від Клуж-Напоки.

## Населення
За даними перепису населення 2002 року у селі проживали 1286 осіб, з них 1283 особи (99,8%) румунів. Рідною мовою 1283 особи (99,8%) назвали румунську.